# Плавеч (Стара Љубовња)
Плавеч (слч. Plaveč) насељено је мјесто са административним статусом сеоске општине (слч. obec) у округу Стара Љубовња, у Прешовском крају, Словачка Република.

## Становништво
| Година:    | 1994. | 2004.   | 2014.   | 2024.   |
| ---------- | ----- | ------- | ------- | ------- |
| Број људи: | 1817  | 1857    | 1835    | 1775    |
| Разлика:   |       | +2,20 % | -1,18 % | -3,26 % |

| Година:    | 2023. | 2024.   |
| ---------- | ----- | ------- |
| Број људи: | 1770  | 1775    |
| Разлика:   |       | +0,28 % |

Према подацима о броју становника из 2024. године насеље је имало 1775 становника.